# Hampi
Hampi (en kannada : ಹಂಪೆ) est un village de l'État du Karnataka en Inde. Il est situé à l'intérieur de l'enceinte de la ville en ruine de Vijayanâgara, l'ancienne capitale du royaume de Vijayanâgara, dans la vallée de la Tungabhadrâ.

## Géographie
Hampi se trouve à 11 km de la ville d'Hospet, à 430 km au sud-ouest d'Hyderabad et 170 km au sud-est de Bâdâmi. La commune s'étend sur les rives de la Tungabhadrâ, au cœur du plateau du Deccan et entouré d'un milieu sec voire quasi-désertique dépendant des eaux de la mousson.

## Économie
La population s'est installée dans les maisons bordant la rue principale, faisant de Hampi Bazaar une bourgade animée et prospère. Le village vit principalement de l'agriculture, des retombées économiques des pèlerinages dans les lieux saints (notamment le temple de Virupaksha dont le sanctuaire principal est consacré à Virupaksha, une forme de Shiva, et qui surplombe le village), et du tourisme qui tient une place de plus en plus importante. Hampi est également un site d'escalade très prisé des grimpeurs du monde entier. Le village était probablement aussi un centre religieux actif avant même l'établissement de l'Empire indien. Il l'est toujours par l'intermédiaire en particulier du temple de Virupaksha.

## Histoire
Hampi — appellation locale ancienne et encore en vigueur —, est également connue sous le nom de Vijayanagara (Cité de la victoire). La ville a légué de nombreux vestiges d'un intérêt exceptionnel. Fondée en 1336 par deux frères, Harihara et Bukka, elle devient la capitale du royaume de Vijayanagara. Les fondateurs sont les fils d'un souverain déposé par les conquérants musulmans. Hindouistes à l'origine, les deux princes se convertissent à l'islam, obtiennent des fonctions importantes, puis se révoltent pour recouvrer leur première religion et créer un royaume indépendant dans les territoires qui leur ont été concédés.
Au XVe siècle, Abdul Razak, l'ambassadeur de Perse (timouride), note : « Tous les habitants du pays, nobles ou humbles, même les artisans du bazard, portent aux oreilles, au cou, aux bras, aux poignets et aux doigts des bijoux et des parures en or ! ». Mais en 1515, la défaite de Vijayanagara à Talikota marque la fin de son vaste empire. Soumise au sac des coalisés du Deccan pendant plus de six mois, la cité-capitale est presque détruite. Dès lors, elle demeure définitivement inhabitée. Malgré tout, ensevelis sous les décombres, quelques édifices ont survécu,,

## Lieux et monuments

### Temple d'Hanumān
En haut du mont Anjaneya surplombant toute la vallée, après avoir grimpé plus de 600 marches, on trouve le temple d'Hanumān. C'est un haut lieu de pèlerinage dans la religion hindouiste et c'est à cet endroit que selon la croyance hindou serait né Hanumān, le dieu singe. En tout cas sa descendance y est nombreuse puisque l'on peut croiser sur le site aux alentours des milliers de singes.

### Les ruines de Vijayanâgara
Vijayanâgara était autrefois la capitale d'un des plus grands empires hindous. Cet empire fut fondé par les princes télougou en 1336 et atteignit son apogée au XVIe siècle. En ce temps-là, la cité a été décrite par des voyageurs étrangers comme fabuleusement riche (l'empire contrôlait le commerce régional de coton et d'épices) et a probablement compté jusqu'à un demi-million d'habitants — une population très importante pour l'époque. Au XVe siècle Vijayanagara a été la seconde plus grande ville au monde derrière Pékin.
La ville était entourée de sept enceintes fortifiées et couvrait une superficie de 43 km2.
Après la défaite en 1565 de l'empire contre la coalition de sultanats musulmans du Deccan lors de la bataille de Talikota, l'empire s'effondra brutalement et la ville fut pillée et abandonnée, laissant un ensemble de bâtiments remarquables dans un paysage insolite et grandiose.
Les principaux édifices sur le site sont :
- le temple de Virupaksha
- le temple de Vittala
- le temple d'Achyutaraya
- la cité royale, comprenant le Lotus Mahal, des étables pour éléphants, le bain de la Reine et différents temples.

## Galerie

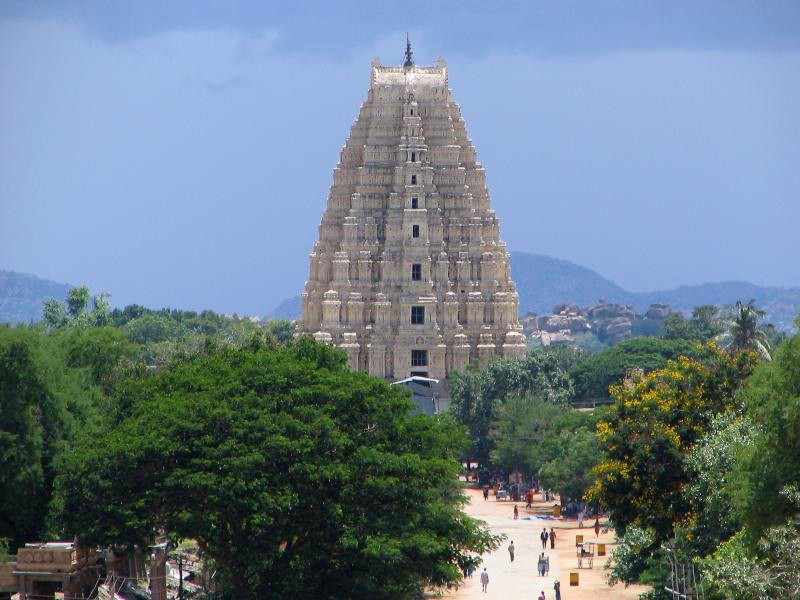
Gopura du temple de Virupaksha.
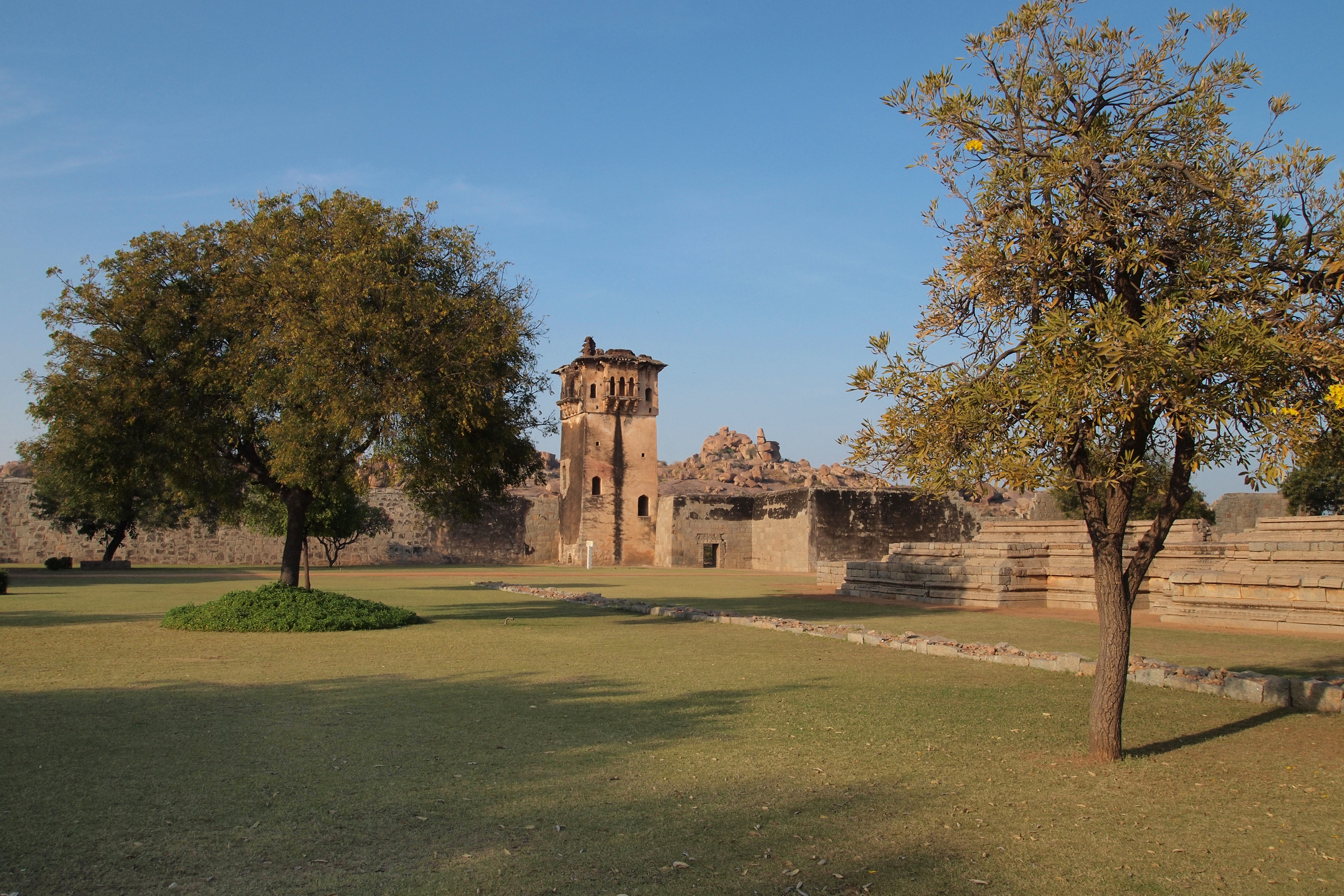
Le palais du Roi.
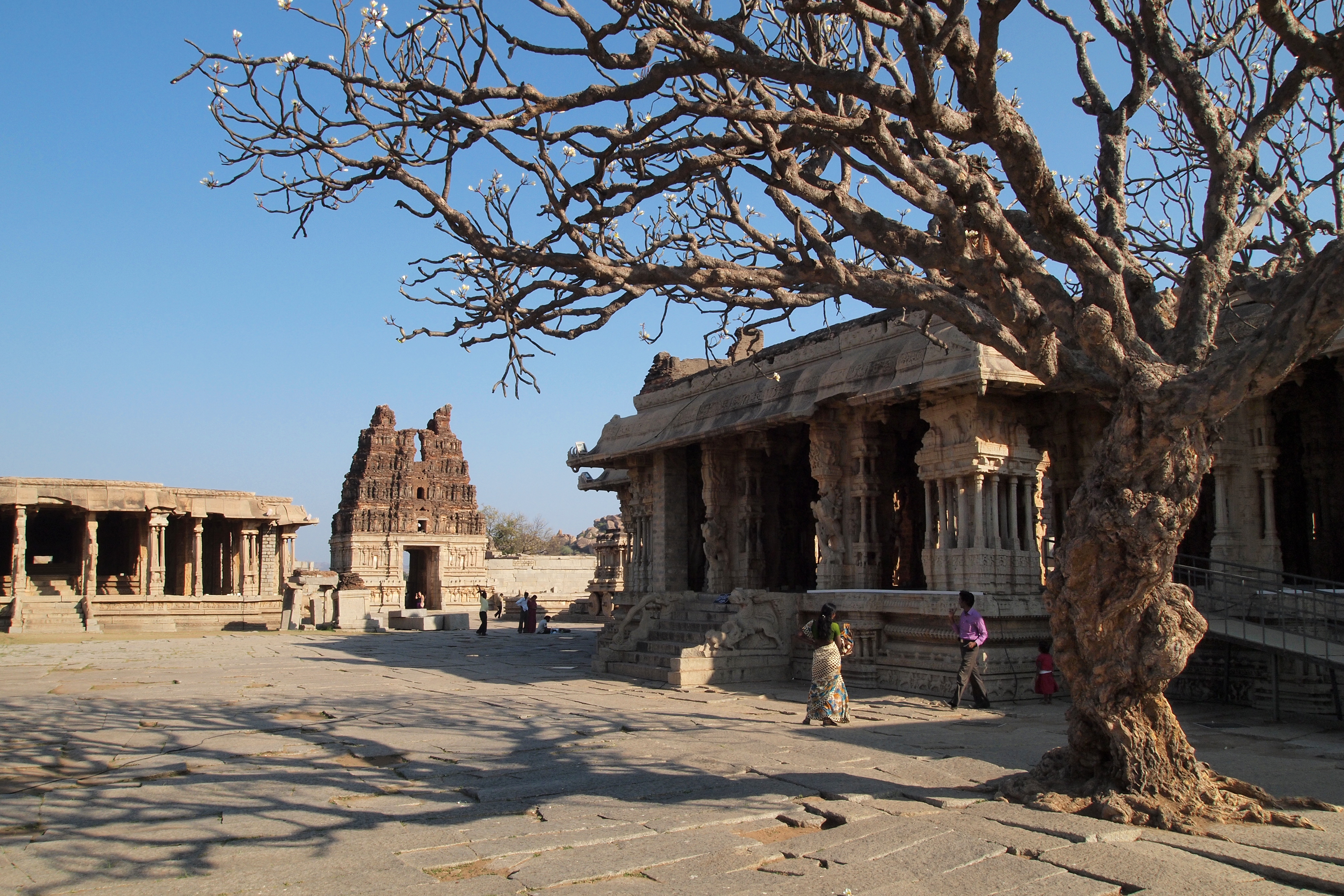
Le temple de Vittala.
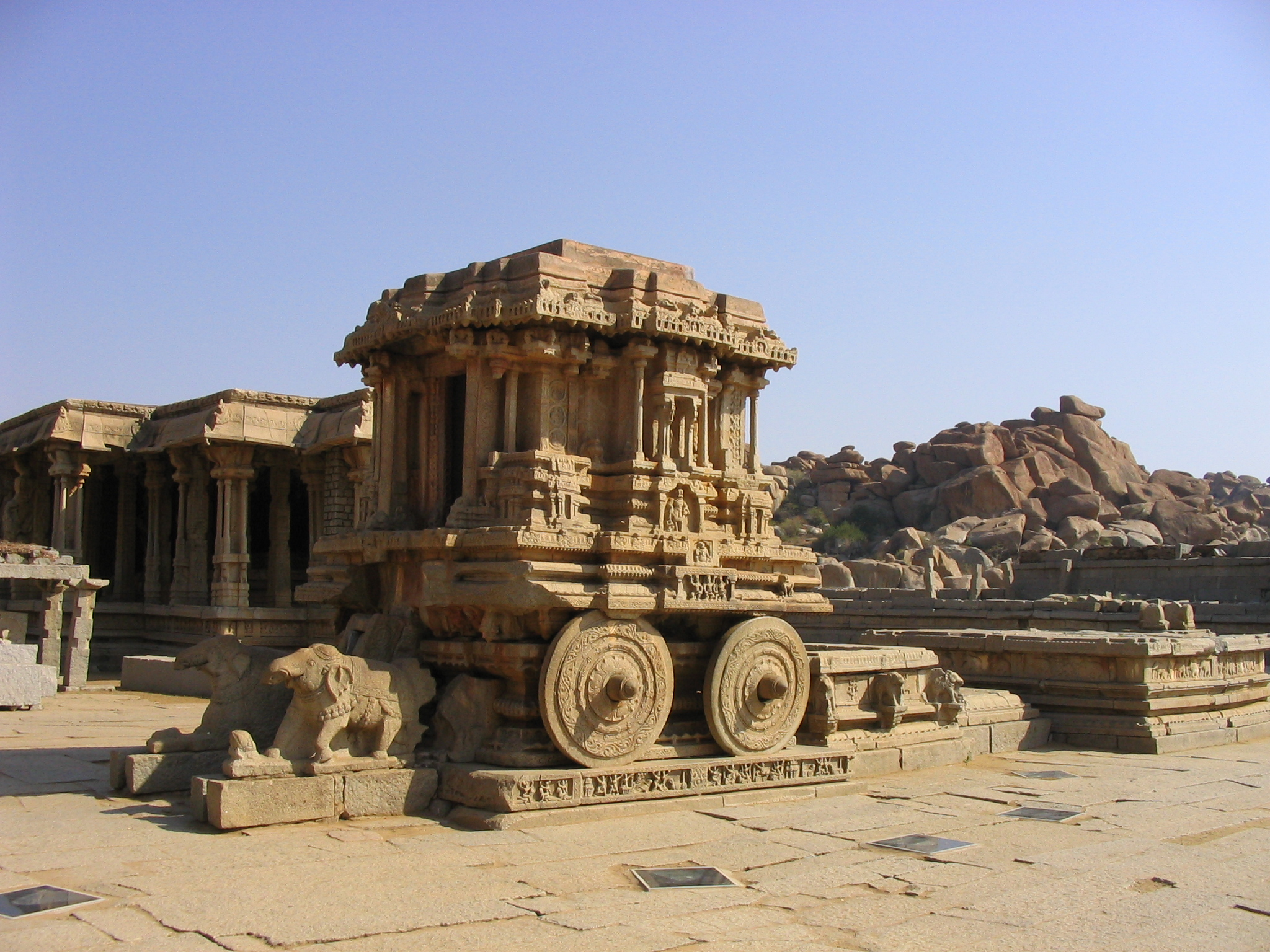
Râtha en pierre du temple de Vittala.
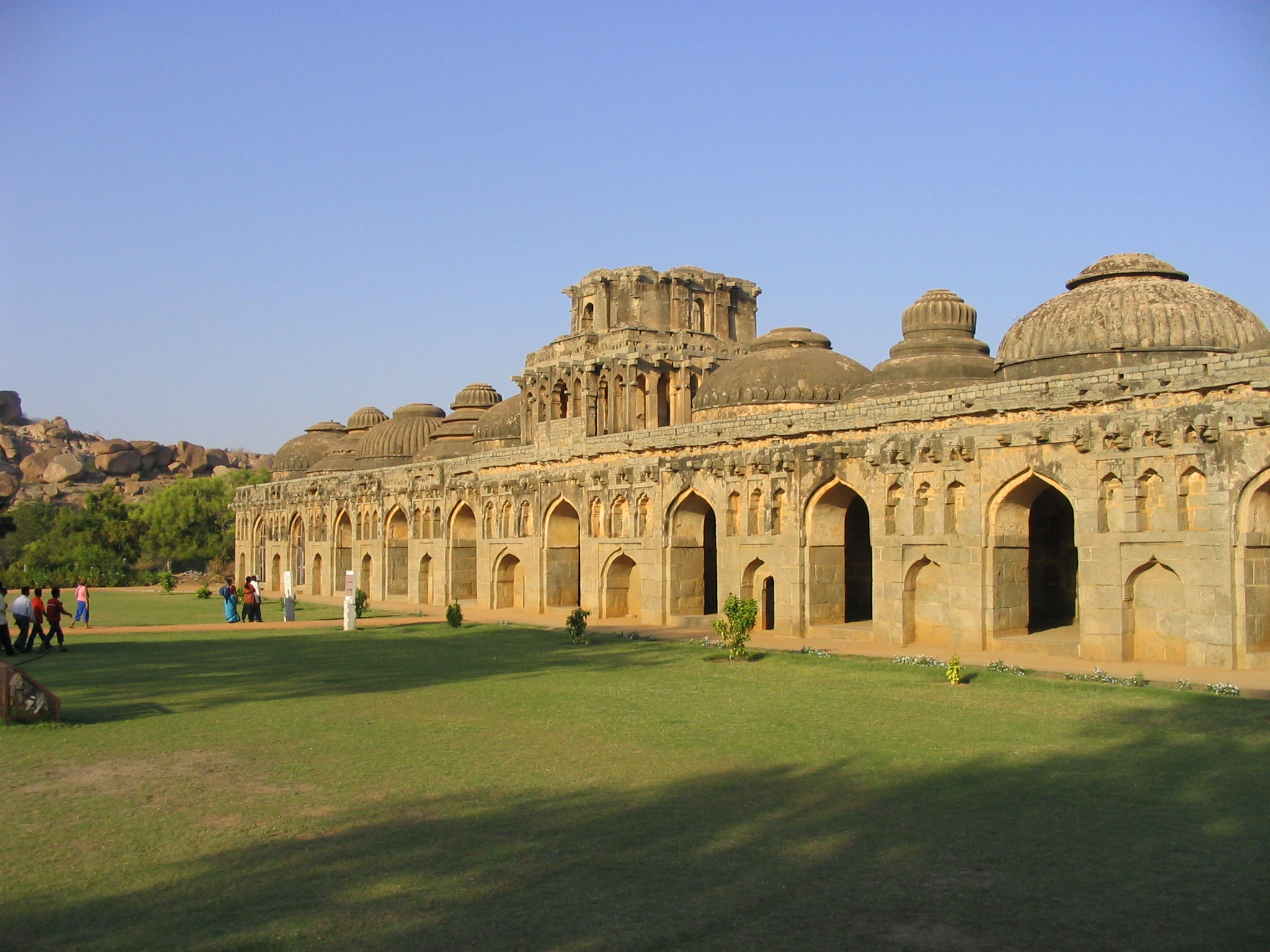
Les étables pour éléphants.
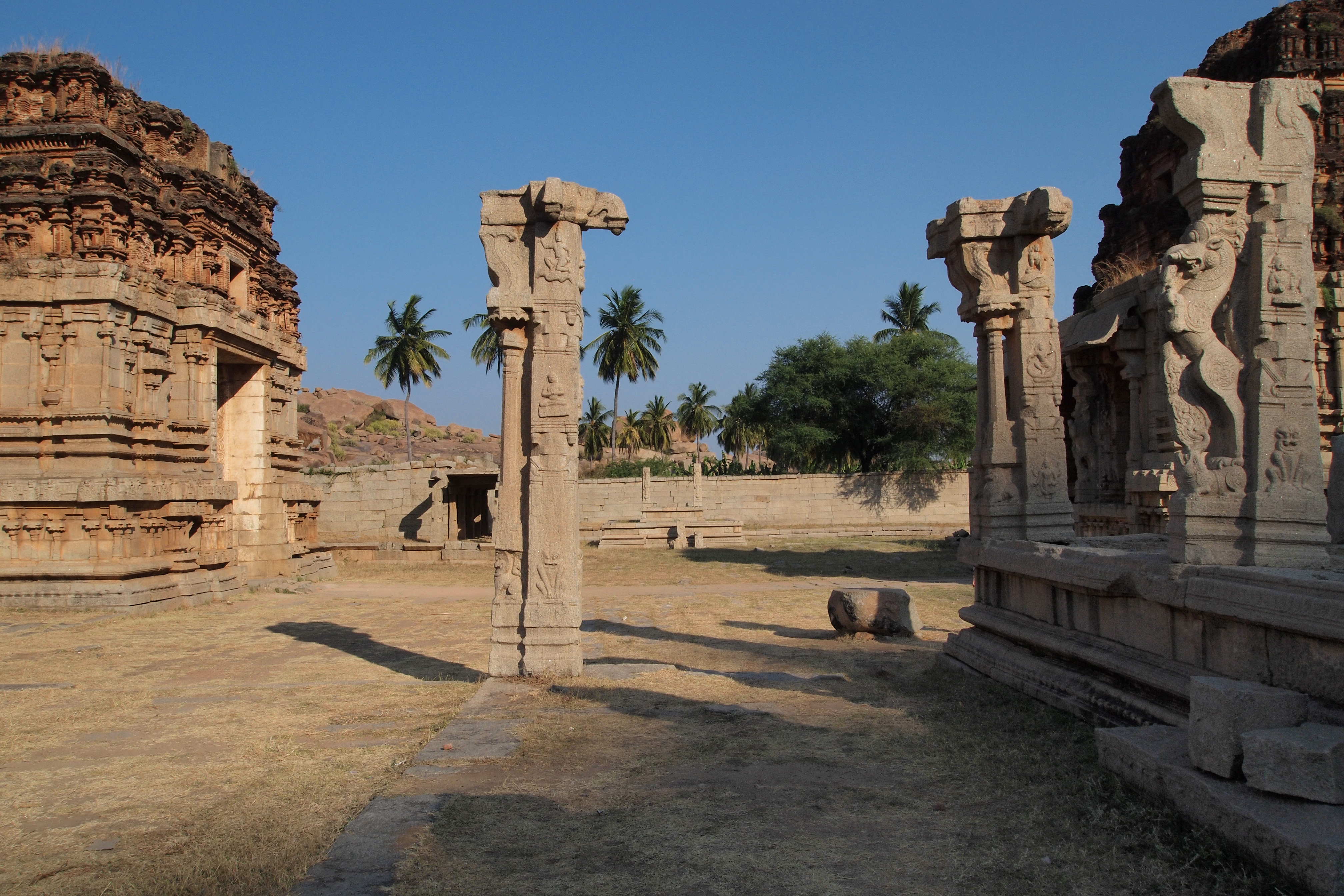
Le temple d'Achyutaraya.
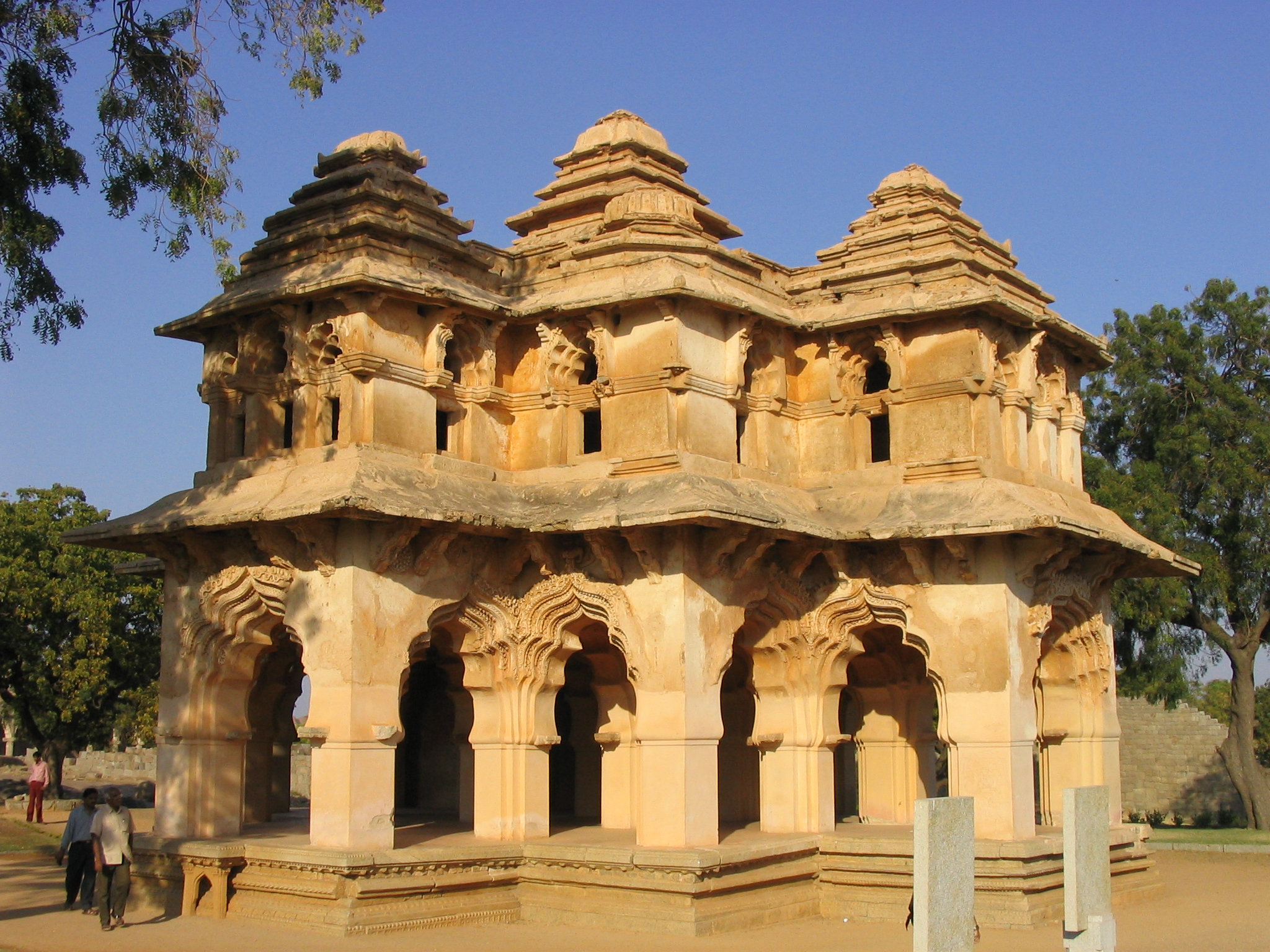
Le Lotus Mahal ou Palais de la Reine
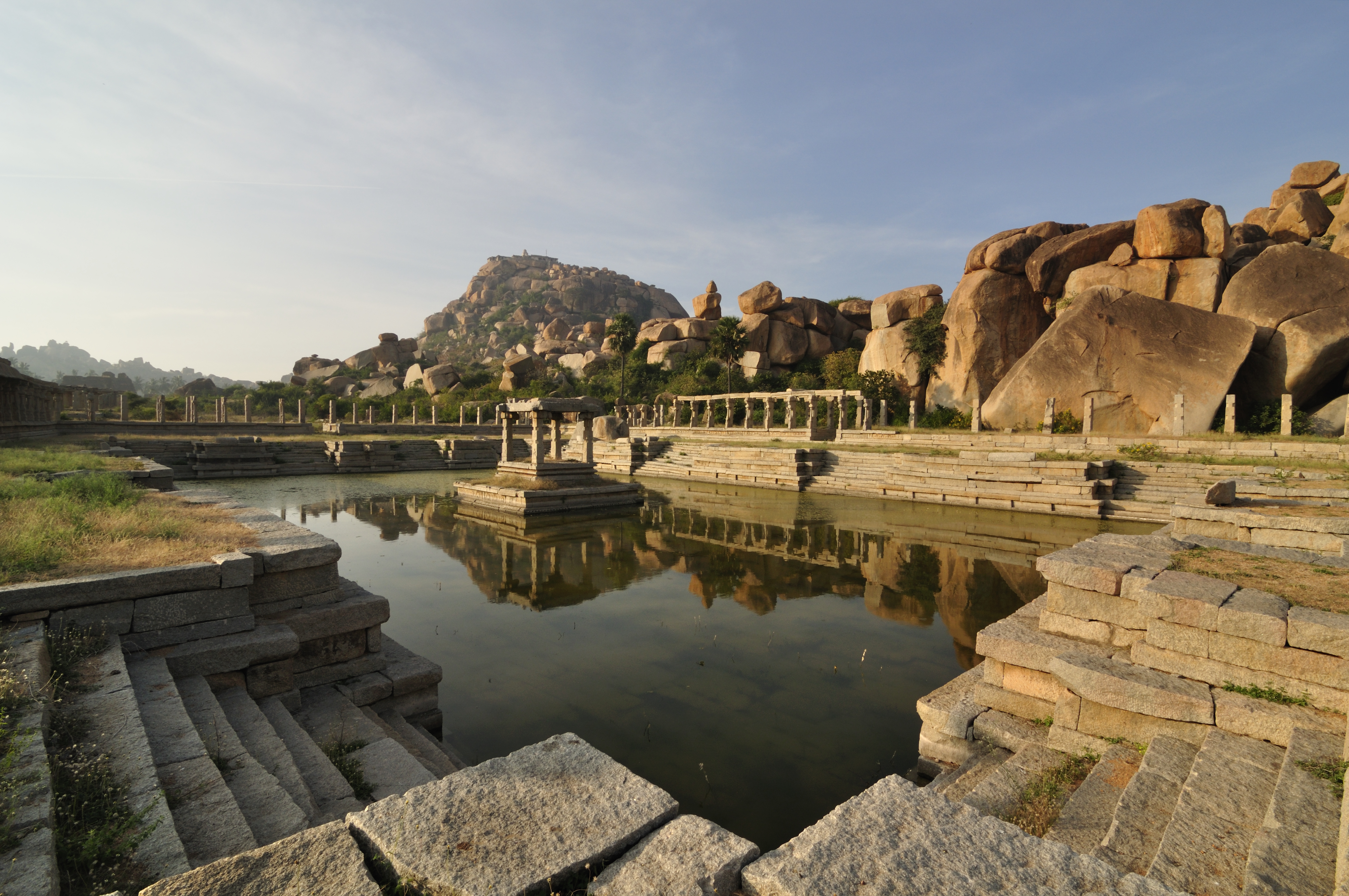
Bain des Danseuses.
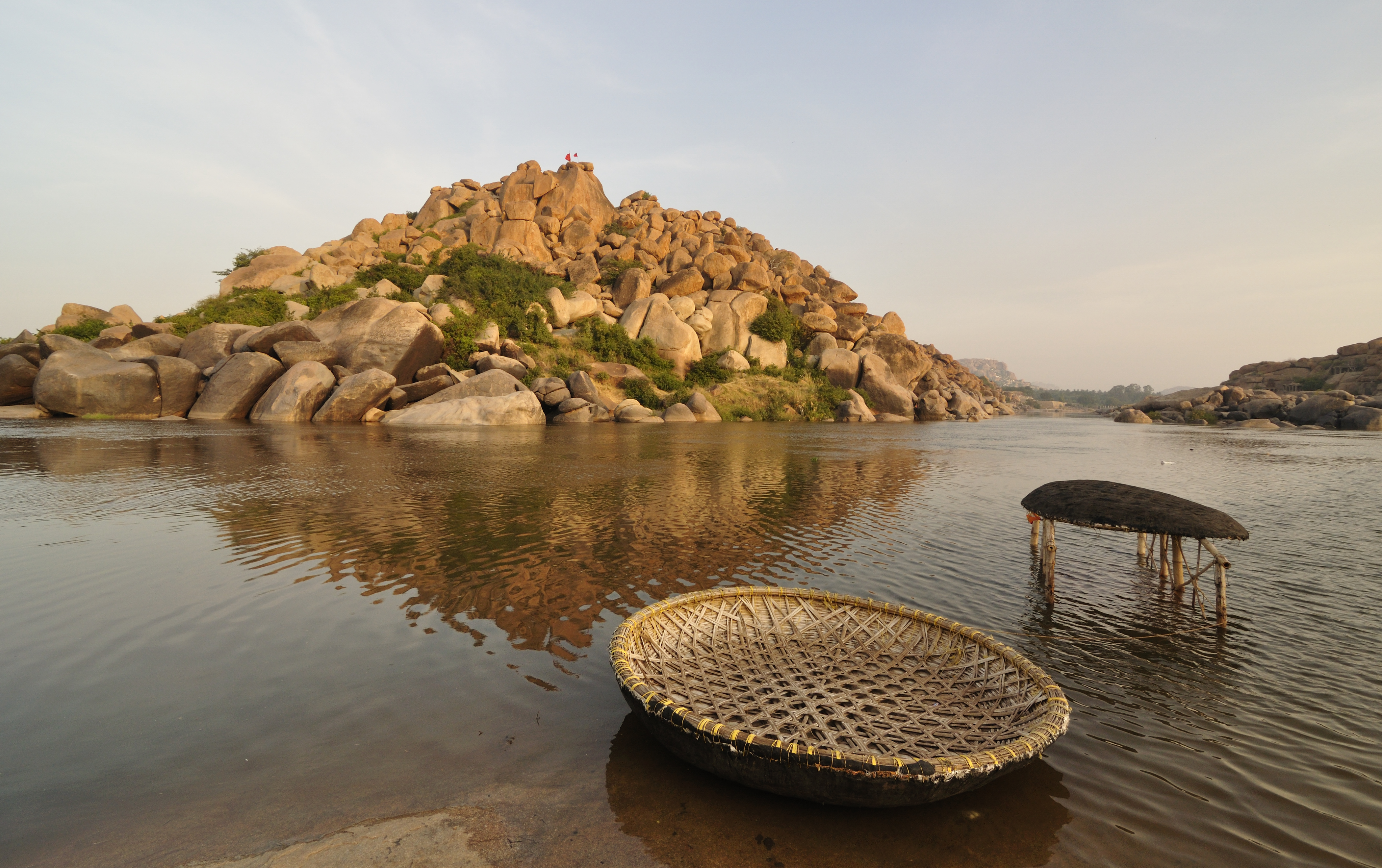
Deux coracles sur la Tungabhadrâ.
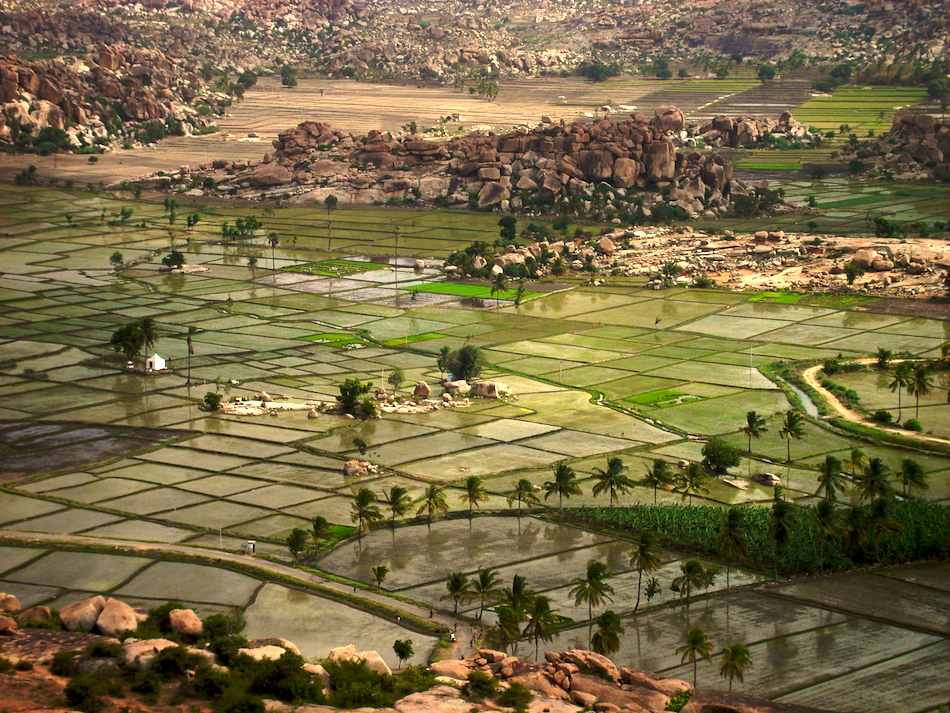
Rizières dans les alentours de Hampi.
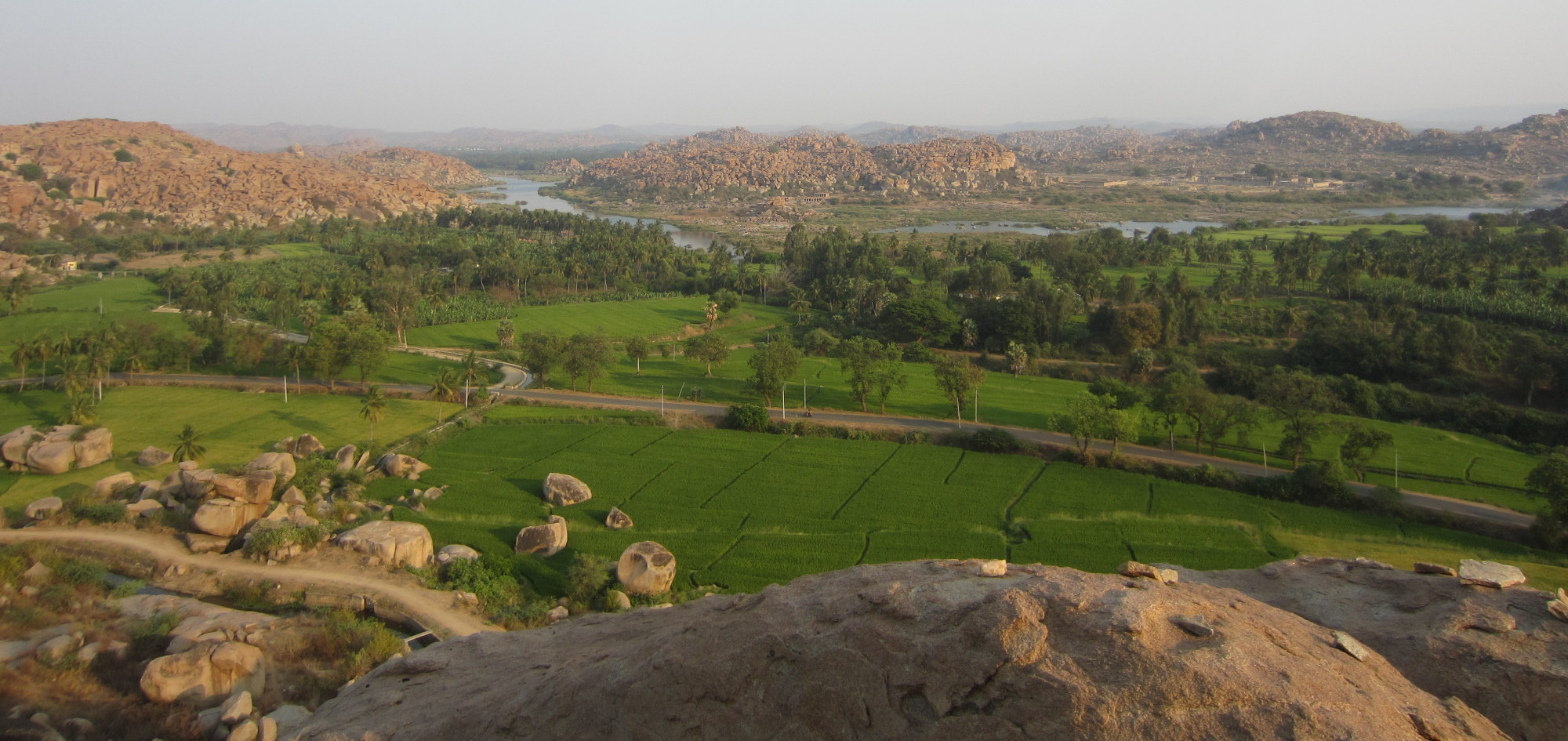
Vue sur la vallée depuis le Mont Anjaneya.
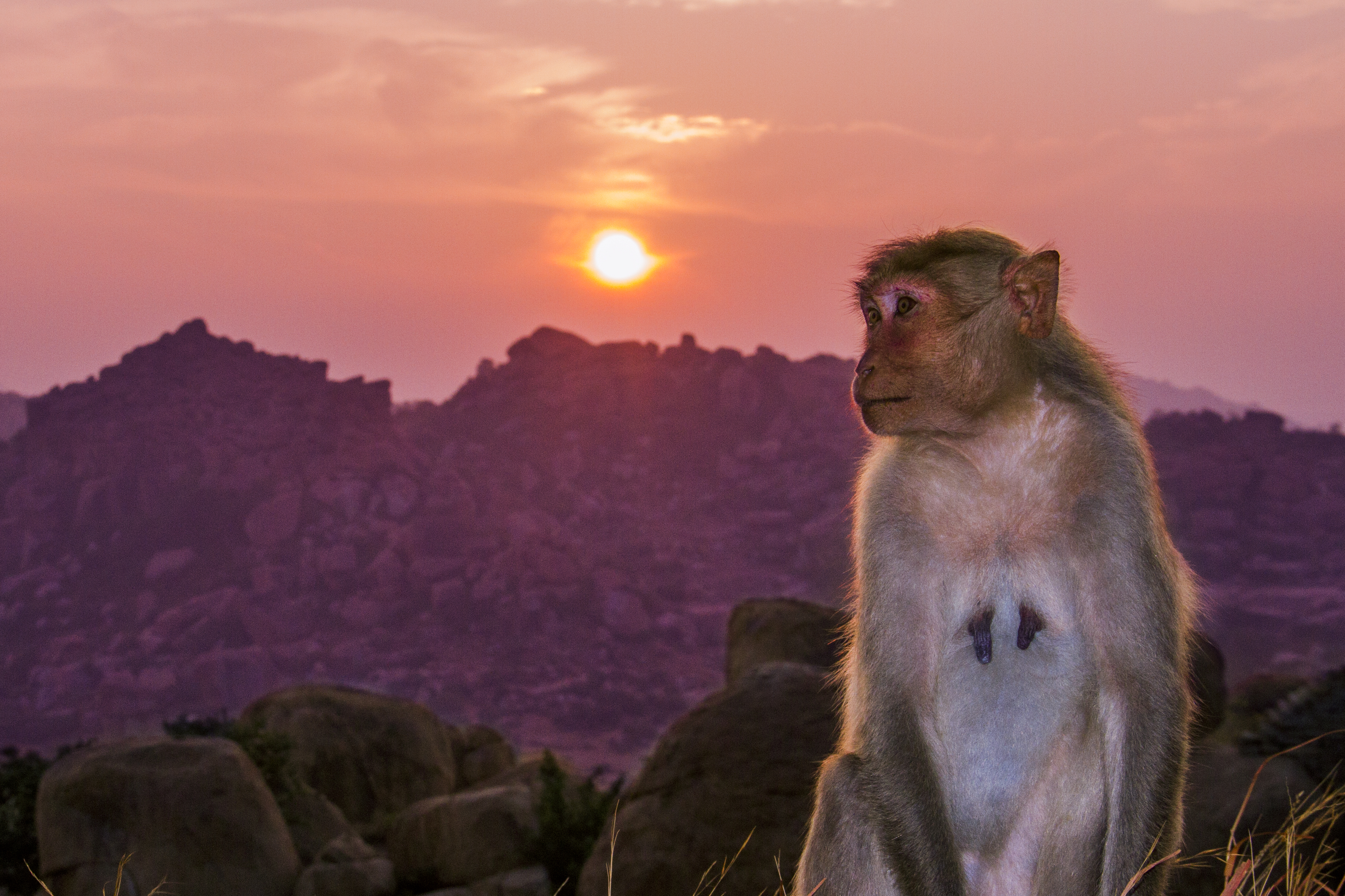
Lever du Soleil sur Hampi au côté d'un macaque.
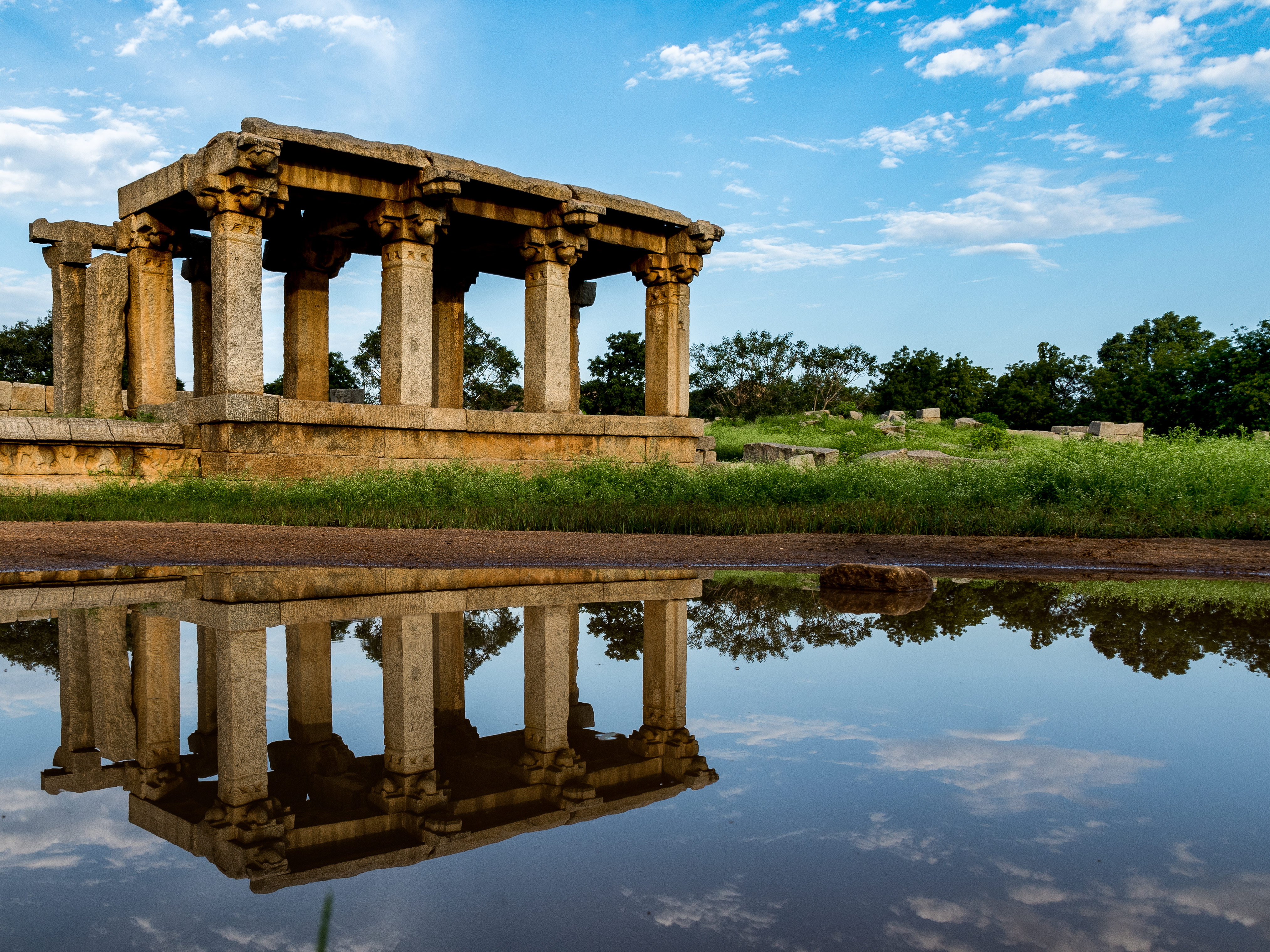
Le Pan Supari Bazaar à Hampi, ancienne place marchande.
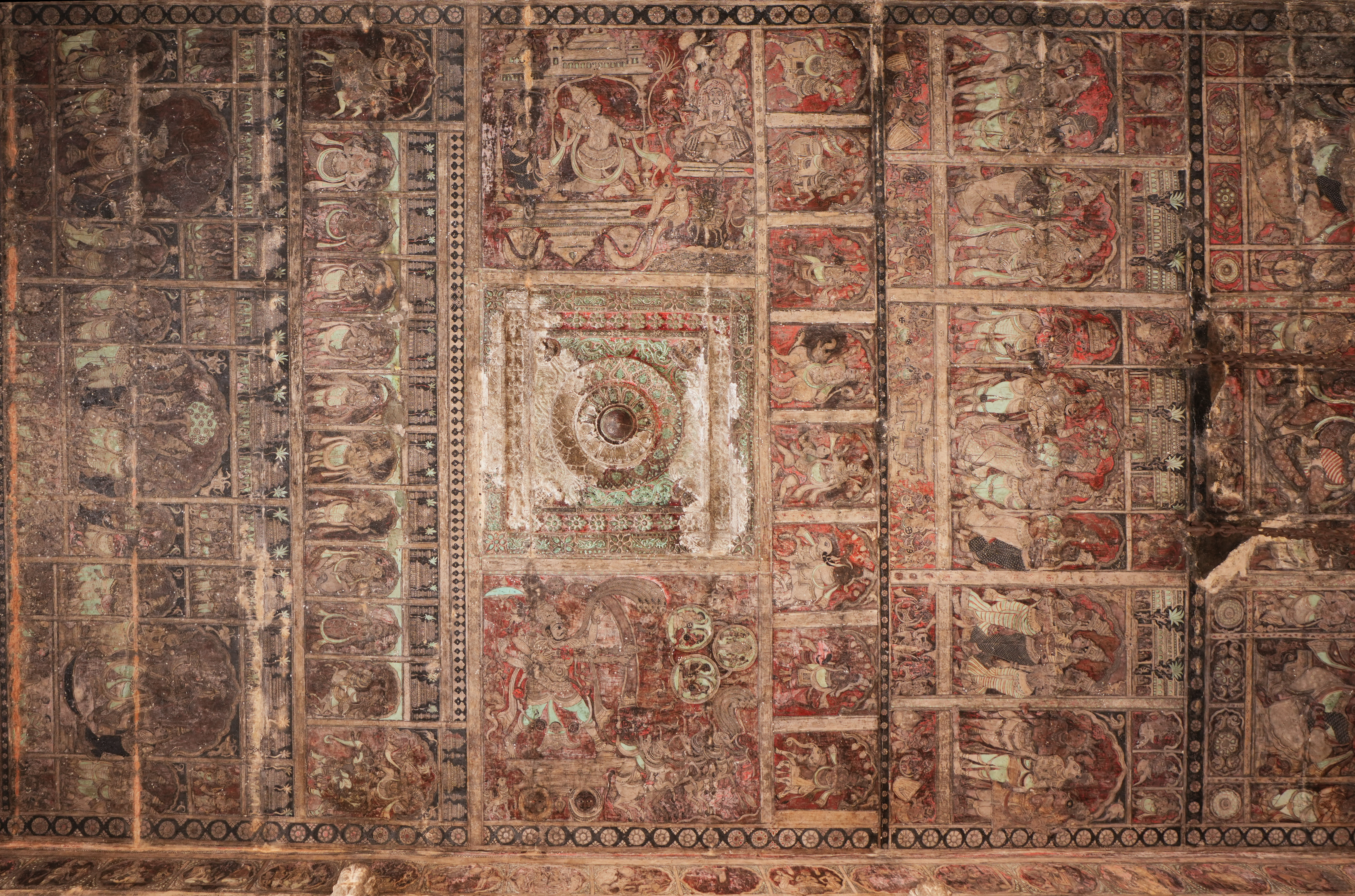
Peintures murales sur le plafond d'un mandapa, Temple de Virupaksha.